# Alfredo Piram
Alfredo Piram (Livorno, 26 dicembre 1919 – Livorno, 13 giugno 2013) è stato un calciatore italiano, di ruolo difensore.

## Carriera
Giocò una stagione in Serie A con il Livorno.
Ha allenato la SS Gela nel 1953-1954 ed è stato confermato nel 1954-1955. Il 14 dicembre 1954 è stato sostituito da Cocò Nicolosi.